# Када Деліч
Када Деліч-Селімович (нар. 10 липня 1965 р.) — спортсменка,бігунка з Боснії та Герцеговини. Її тренером був Томіслав Стефанович з АК Слобода Тузла.

## Досягнення
| Рік          | Змагання                           | Місто                | Місце        | Дисципліна                        | Примітки     |
| Representing | Representing                       | Representing         | Representing | Representing                      | Representing |
| ------------ | ---------------------------------- | -------------------- | ------------ | --------------------------------- | ------------ |
| 1992         | Олімпійські ігри                   | Барселона, Іспанія   | 38th         | олімпійські ігри                  | 55:24        |
| 1993         | Чемпіонат світу                    | Штутгарт, Німеччина  | 38th         | Чемпіонат світу з легкої атлетики | 49:06        |
| 1994         | Чемпіонат Європи з легкої атлетики | Хельсінкі, Фінляндія | 26th         | 10 km                             | 49:58        |
| 1995         | Чемпіонат світу                    | Гутенберг, Швеція    | 39th         | Чемпіонат світу                   | 47:43        |
| 1996         | Олімпійські ігри                   | Атланта, США         | 38th         | 10 км                             | 48:47        |